# アカシジア
アカシジア（akathisia）は、錐体外路症状（EPS）による静座不能の症状のことを言う。ドーパミンD2受容体拮抗作用を持っている抗精神病薬による副作用として出現することがある。高力価な作用を持つ薬物ほどこの症状が出現しやすくなるという。依存性物質、例えばベンゾジアゼピン離脱症候群など からの離脱の際に生じる身体的な症状でもある。アカシジアは、神経伝達物質のノルアドレナリンの濃度増加によることが発見された。ノルアドレナリンは攻撃、覚醒を制御する機序に関している。
さらなる研究はまだ行われていないが、それはまた脳内のNMDAチャンネルの中断と関与する可能性がある。これはノルアドレナリンの相乗及び調節効果の両方を持っている。
症状はむずむず脚症候群と同じ症状である。主な症状は、座ったままでいられない、じっとしていられない、下肢のむずむず感の自覚症状であり、下肢の絶え間ない動き、足踏み、姿勢の頻繁な変更、目的のはっきりしない徘徊（タシキネジア）などが特徴である。また心拍数の増加、息切れ、不安、いらいら感、不穏感等も見られる。アカシジアに伴って、焦燥、不安、不眠などの精神症状が出ることもある。
アカシジアは、急性アカシジア、遅発性アカシジア、離脱性アカシジア、慢性アカシジアに分類される。最も頻度が高いのは急性アカシジアで、原因薬剤の投与開始あるいは増量後、または中止後6週間以内に現れる。投与開始後3か月以上経ってから発現するものを遅発性アカシジア、3か月以上薬剤が投与されており、その中断により6週間以内に発症するものを離脱性アカシジアという。アカシジアの症状が3か月以上続くと、慢性アカシジアなどと呼称されることもある。
アカシジアは主に抗精神病薬の副作用として現れるため、元来の精神疾患に伴う治療抵抗性の精神症状や不安発作と誤診されやすい。長期的に適切な処置がされないままで悪化し、自傷行為や自殺に繋がる可能性もある。
アカシジアによる異常行動は、自己判断での薬の増量または中止によって悪化する恐れがある。

## 原因
アカシジアは、一般的に大抵抗精神病薬の副作用として起こる。
厚生労働省の
重篤副作用疾患別対応マニュアル によると、精神科領域では、向精神薬指定されている医薬品ではアカシジアは起こらない。離脱症状としては誘発される可能性がある。
1. 抗精神病薬[6]。
  1. ハロペリドール（セレネース・リントン）、リスペリドン（リスパダール）、アリピプラゾール （エビリファイ）、ピモジド（オーラップ）、トリフルオペラジン（ヨシトミ・ミツビシ）、ペルフェナジン（PZC）、プロクロルペラジン（ノバミン）、ブロムペリドール（インプロメン）、チミペロン（トロペロン）
  2. アミスルピリド（日本未発売）アセナピン（シクレスト）
  3. ズクロペンチキソールやクロルプロマジン（ベゲタミンA/B）などの鎮静抗精神病薬は一般的に少ないといわれる。
2. SSRI
  1. フルオキセチン （プロザック）、フルボキサミン（ルボックス・デプロメール）、セルトラリン（ジェイゾロフト）など[7]パロキセチン（パキシル）の使用についても記されている[8]。アカシジアはSSRI誘発性の自殺が発生する機序として研究されている[7]。
3. 他の抗うつ薬。
  1. 三環系抗うつ薬、四環系抗うつ薬、トラゾドン （デジレル・レスリン）、ミルナシプラン（トレドミン）
4. 他の向精神薬。
  1. バルプロ酸ナトリウム（デパケン）- 抗てんかん薬。タンドスピロン（セディール）- 抗不安薬、ドネペジル（アリセプト）- 抗認知症薬。
5. 特定の制吐薬。
  1. とりわけメトクロプラミド（プリンペラン）・プロクロルペラジン（ノバミン）・プロメタジンなどのドーパミンブロッカー。
6. 消化器用剤。
  1. ラニチジン、ファモチジン、クレボプリド、スルピリド、ドンペリドン、メトクロプラミド、イトプリド、オンダンセトロン、モサプリド。
7. 抗ヒスタミン薬・抗アレルギー薬。
  1. シプロヘプタジンやジフェンヒドラミン、オキサトミド
8. 血圧降下薬
  1. マニジピン、ジルチアゼム、レセルピン、メチルドパ
9. 抗がん剤
  1. イホスファミド、カペシタビン、カルモフール、テガフール、フルオロウラシル
10. その他
  1. ドロペリドール、フェンタニル、インターフェロン等の製剤[9]。

その他には以下のケースがある。
- オピオイド 離脱
- バルビツール酸 離脱
- コカイン（長期使用者では激しい）・大麻の離脱
- アンフェタミン[10] や興奮薬（コーヒーやタバコなど）
- ベンゾジアゼピン・アルコールの離脱。
- 膝蓋軟骨軟化症
- セロトニン症候群

## 治療
アカシジアは原因となった薬物の減薬、断薬、他の薬物投与によって減らすことができる。アカシジアの第一選択治療は、通常はプロプラノロールやビペリデン、プロメタジンである。ベンゾジアゼピン系などのクロナゼパムもある程度有効である。 ベンズトロピンとトリヘキシフェニジルも使用することができる。
しかしすでにベンゾジアゼピンを服用し、耐性が生じたためにアカシジアないしむずむず脚が生じている状態に対して、クロナゼパムのような投薬はすでに依存であるため推奨できない。
ある研究では ビタミンB6が神経遮断薬誘発性アカシジアの治療に有効であることが示された。N-アセチルシステインもまたRCTでアカシジアにプラスの効果を示した。